# محمود عبد الرحمن فهمي
الفريق محمود عبد الرحمن فهمي كان قائداً للقوات البحرية المصرية ووزيراً للنقل البحري. تولى قيادة القوات البحرية خلال (1969-1972) وكان من أبرز قادتها خلال حرب الأستنزاف حيث شارك في الإعداد والتخطيط لإغراق المدمرة إيلات والهجمات المصرية علي ميناء ايلات وقصف رمانة وبالوظة وعملية الحفار الإسرائيلي وإغراق قارب صيد أمام بحيرة البردويل.

## النشأة
ولد محمود عبد الرحمن فهمي في حي الدقي بالقاهرة في 28 سبتمبر 1929 وتوفي والده وهو في العاشرة من عمره. وعندما حصل علي شهادة التوجيهية 1946 (الثانوية العامة حالياً) انضم إلي أول دفعة بالكلية البحرية، وكان عددها 50 طالباً، وتخرج في الكلية البحرية في 1948، وجاء ترتيبه الثالث علي الدفعة وفي 1950 تقرر سفر الثمانية الأوائل إلي إنجلترا في بعثة لدراسة التخصصات البحرية التي تؤهلهم لرتبة ملازم ثاني بحري. حيث حصل على تخصص في دراسة المدفعية البحرية هو وزميله فاروق الشيخ في 1951. وبعد قيام ثورة يوليو سافر إلى تشيكوسلوفاكيا ضمن الوفد المصري لإبرام صفقة الأسلحة التشيكية في 1955. بعدها حصل فهمي على فرقة قيادة المدمرات من بولندا في 1956 وفرقة أركان حرب من الاتحاد السوفيتي في 1958 واُختير ضمن ثلاثة آخرين للحصول على زمالة كلية الحرب العليا بأكاديمية ناصر العسكرية في 1966، وماجستير إدارة الأعمال من الجامعة الأمريكية بالقاهرة 1974 وهو برتبة لواء. وكان من بين الوفد المصري الذي سافر إلى تشيكسلوفاكيا في 1955.

## حياته المهنية
تدرج فهمي في الرتب والمناصب منذ تخرجه وخدم علي سفن السطح بجميع أنواعها خلال الفترة (1949-1965) حتي شغل منصب رئيس شعبة تدريب القتال في 1967 بعد حرب 5 يونيو ثم رئيساً لشعبة العمليات البحرية برتبة عميد وشارك حينها في التخطيط لإغراق المدمرة إيلات وبعد غارة الزعفرانة، تولي قيادة القوات البحرية في 12 سبتمبر 1969 خلفاً للواء فؤاد أبو ذكري، وترقي إلي رتبة لواء في 29 نوفمبر 1969 وعين نائباً لوزير الحربية الي جانب عمله قائدا للقوات البحريه في فبراير 1972 وترك منصبه كقائد للقوات البحرية في 24 أكتوبر 1972، بعد أن غير السادات أغلب قادة الجيش.
عمل فهمي كأول مستشار لرئيس الجمهورية للشئون البحرية في 11 فبراير 1974، وعين في 13 يوليو 1974 كرئيس لمجلس إدارة المؤسسة المصرية العامة للنقل البحري وتولي رئاسة مجلس إدارة الشركة المصرية للملاحة في 16 ديسمبر 1974 ثم تقلد منصب وزير النقل البحري في أبريل 1975.
شارك فهمي في إغراق المدمرة الاسرائيلية إيلات في 21 أكتوبر 1967، ووضع مخططاً هجومياً للإغارة على ميناء إيلات بعد توليه قيادة القوات البحرية بأقل من شهرين حيث تعرض الميناء لهجوم الضفادع البشرية المصرية ثلاث مرات، كذلك قصفت المدمرات منطقتي رمانة وبالوظة في 8 نوفمبر 1969، وتدمير الحفار الإسرائيلي في أبيدجان في 8 مارس 1970، وإغراق قارب صيد إسرائيلي باسم أوريث في 14 مايو 1970 أمام بحيرة البردويل وهو ما يرد بالخطأ أنه سفينة أبحاث إسرائيلية.

خبر عملية اغراق المدمرة ايلات

## وفاته
توفي في 29 أبريل 2006 بالإسكندرية.

## تكريمه
حصل اللواء محمود عبد الرحمن فهمي على العديد من الأوسمة والنياشين، وصدق المستشار عدلي منصور، رئيس الجمهورية، على منحه رتبة الفريق فخري في الثاني من يناير 2014، تقديراً لدوره خلال الإعداد والتخطيط والتجهيز للعمليات التي قامت بها القوات البحرية أثناء توليه قيادة القوات البحرية خلال حرب الاستنزاف في المدة من 12 سبتمبر 1969 وحتى 26 أكتوبر 1972.